# Ida Vitaleová
Ida Vitaleová (* 2. listopadu 1923 Montevideo) je uruguayská básnířka, členka skupiny uruguayských spisovatelů označovaných jako Generación del 45. V roce 2009 získala cenu Premio Octavio Paz, roku 2014 cenu Premio Alfonso Reyes, v roce 2016 cenu Premio Internacional de Poesía Federico García Lorca a roku 2018 získala jako pátá žena v historii nejprestižnější cenu ve španělsky mluvícím světě, Cervantesovu cenu.
Když v roce 1973 převzala v zemi moc vojenská junta, odešla z Uruguaye a již se nevrátila. Nejprve žila v Mexiku, v současnosti žije v Austinu, ve Spojených státech amerických.
Svou první sbírku vydala roku 1949. Silně ji ovlivnil španělský básník Juan Ramón Jiménez, latinskoamerická avantgarda a symbolismus.